# 1925 في الولايات المتحدة
فيما يلي قوائم الأحداث التي وقعت خلال عام 1925 في الولايات المتحدة.

## أحداث
- 18 مارس – إعصار الولايات الثلاث

## سياسة

### تعيين في المنصب
- 1 يناير – توماس ماثيو بيري عضو داكوتا الجنوبية البيت النواب.
- 5 يناير – جورج هنري ديرن حاكم يوتا  [لغات أخرى]‏.
- 5 يناير – نيللي تايلي روس حاكم وايومنغ  [لغات أخرى]‏.
- 7 يناير – حيرام بينغهام الثالث حاكم كونيتيكت  [لغات أخرى]‏.
- 8 يناير – جون إتش ترمبل حاكم كونيتيكت  [لغات أخرى]‏.
- 14 يناير – أنغوس ويلتون ماكلين حاكم كارولينا الشمالية [الإنجليزية]‏.
- 4 مارس – هوارد مسون غور حاكم فرجينيا الغربية  [لغات أخرى]‏.
- 5 مارس – فرانك بيلينجز كيلوج وزير الخارجية الأمريكي.
- 5 مارس – وليام ماريون جاردين وزير الزراعة في الولايات المتحدة.
- 7 مارس – جون جي سارجنت نائب عام الولايات المتحدة.
- 4 يونيو – وليام د ميتشل النائب العام للولايات المتحدة [الإنجليزية]‏.
- 14 أكتوبر – دوايت دافيس وزير الدفاع الأمريكي.
- 14 نوفمبر – جيرالد ناي عضو مجلس الشيوخ الأمريكي.

### انتهاء فترة المنصب
- 1 يناير – جيمس أف. هينكل حاكم نيومكسيكو [الإنجليزية]‏.
- 1 يناير – حيرام بينغهام الثالث نائب حاكم دولة كونيتيكت،حاكم كونيتيكت  [لغات أخرى]‏.
- 4 يناير – جوزيف مور ديكسون حاكم مونتانا [الإنجليزية]‏.
- 5 يناير – تشارلز رندل مابي حاكم يوتا  [لغات أخرى]‏.
- 12 يناير – آرثر ماستيك هايد حاكم ميسوري  [لغات أخرى]‏.
- 13 يناير – توماس شيبمان ماكراي حاكم أركنساس  [لغات أخرى]‏.
- 1 مارس – هارلان فيسك ستون نائب عام الولايات المتحدة.
- 4 مارس – تشارلز إيفانز هيوز وزير الخارجية الأمريكي.
- 4 مارس – جيمس بيرنز عضو مجلس النواب الأمريكي.
- 4 مارس – هوارد مسون غور وزير الزراعة في الولايات المتحدة.
- 13 أكتوبر – جون ويكس وزير حرب الولايات المتحدة.

## ظهور
- 1 يناير – ثم تشرق الشمس رواية من تأليف إرنست همينغوي.
- 21 فبراير – النيويوركر
- 18 أكتوبر – غراند أول أوبري

## أفلام
من الأفلام التي صدرت هذه السنة في الولايات المتحدة:
- 1 يناير – الطالب الجديد من إخراج سام تايلور (ممثل)، Fred C. Newmeyer [الإنجليزية]‏.
- 1 يناير – العروس الملثمة من إخراج روبرت فلوري [الإنجليزية]‏، جوسيف فون ستيرنبيرغ، كريستي كابان.
- 1 يناير – سبعة فرص من إخراج باستر كيتون.
- 1 يناير – شبح الأوبرا من إخراج إدوارد سيدغويك، لون تشاني، روبرت جوليان.
- 2 فبراير – العالم المفقود من إخراج هاري أو. هويت.

## كتب
من الكتب التي صدرت هذه السنة في الولايات المتحدة:
- 1 يناير – في وقتنا من تأليف إرنست همينغوي.
- 10 أبريل – غاتسبي العظيم من تأليف فرنسيس سكوت فيتسجيرالد.

## مواليد

### يناير
- 1 يناير – بول ك ناجل مؤرخ من الولايات المتحدة الأمريكية.
- 1 يناير – جورج وينوكور طبيب نفسي من الولايات المتحدة الأمريكية.[1]
- 1 يناير – جون باول[2]
- 1 يناير – ديفيد جون دو لوبنفلز عالم نبات أمريكي.[3]
- 1 يناير – لويجي ماستروياني
- 9 يناير – لي فان كليف[4]
- 18 يناير – جون ستانيش لاعب كرة سلة أمريكي.
- 21 يناير – تشارلز إيدمان[5]
- 24 يناير – ماريا تولتشيف راقصة باليهة من الولايات المتحدة الأمريكية.[6]
- 24 يناير – وليام هدسون ممثل أمريكي.[7]
- 26 يناير – أرتي ليفين ملاكم من الولايات المتحدة الأمريكية.
- 26 يناير – بول نيومان ممثل ومخرج سينمائي أمريكي.[8]
- 26 يناير – جوان ليزلي ممثلة أمريكية.[9]
- 30 يناير – جاك كيريس لاعب كرة سلة أمريكي.
- 30 يناير – دوغلاس إنجيلبارت مخترع من الولايات المتحدة الأمريكية.[10]
- 31 يناير – تشارلي زيفيتش ملاكم من الولايات المتحدة الأمريكية.

### فبراير
- 2 فبراير – إلين ستريتش[11]
- 3 فبراير – جون فيدلر[12]
- 3 فبراير – شيلي بيرمان[13]
- 4 فبراير – جيرالد كالابريس لاعب كرة سلة أمريكي.[14]
- 8 فبراير – جاك ليمون ممثل أمريكي.[15]
- 12 فبراير – جوان فيني سياسية أمريكية.[16]
- 17 فبراير – هال هولبروك[17]
- 18 فبراير – جورج كينيدي ممثل أمريكي.[18]
- 20 فبراير – روبرت ألتمان[19]
- 21 فبراير – جاك رامزي[20]
- 22 فبراير – إدوارد جوري[21]

### مارس
- 15 مارس – كوني سيمونز لاعب كرة سلة أمريكي.
- 19 مارس – برنت سكوكروفت[22]
- 20 مارس – جون ارليتشمان سياسي أمريكي.[23]

### أبريل
- 5 أبريل – جانيت راولي عالمة وراثة أمريكية.
- 14 أبريل – رود ستايغر[24]
- 17 أبريل – أرت لارسن لاعب كرة مضرب أمريكي.
- 17 أبريل – تشارلز يانوفسكي عالم وراثة أمريكي رائد.[25]
- 27 أبريل – جوي لاموتا

### مايو
- 1 مايو – سكوت كاربنتر رائد فضاء أمريكي.[26]
- 3 مايو – تشارلز بيرس ديفي ملاكم من الولايات المتحدة الأمريكية.
- 5 مايو – بول هوفمان
- 5 مايو – تشارلي تشابلن الابن ممثل أمريكي.[27]
- 5 مايو – ليو رايان سياسي أمريكي.[28]
- 10 مايو – ستيفن بكتل، الابن[29]
- 14 مايو – باتريس مانسيل[30]
- 14 مايو – فيرن جاردنر لاعب كرة سلة أمريكي.
- 19 مايو – مالكوم إكس داعية إسلامي أمريكي، اشتهر باسم الحاج مالك الشباز، معروف بتاريخه للدفاع عن حقوق السود.[31]
- 23 مايو – جوشوا ليدربرغ[32]
- 24 مايو – كارمين إنفانتينو[33]
- 28 مايو – بوب برانوم
- 30 مايو – جون كوك[34]
- 31 مايو – جوليان بيك[35]

### يونيو
- 1 يونيو – ريتشارد إردمان[36]
- 3 يونيو – توني كرتيس ممثل أمريكي.[37]
- 5 يونيو – ارين فروست ممثل أمريكي.[38]
- 8 يونيو – باربرا بوش سياسية أمريكية وزوجة الرئيس الحادي والأربعين للولايات المتحدة جورج بوش الأب.[39]
- 10 يونيو – نات هينتوف[40]
- 20 يونيو – أودي مورفي[41]
- 20 يونيو – دوريس هارت لاعبة كرة مضرب أمريكية.[42]
- 23 يونيو – لاري بلايدن[43]
- 25 يونيو – روبرت فينتوري مهندس معماري أمريكي.[44]
- 25 يونيو – فرانك كوديلكا لاعب كرة سلة أمريكي.
- 26 يونيو – أودى سبيرز لاعب كرة سلة أمريكي.
- 30 يونيو – فريد شوس[45]

### يوليو
- 1 يوليو – فارلي جرانجر ممثل أمريكي.[46]
- 3 يوليو – داني نارديكو ملاكم من الولايات المتحدة الأمريكية.[47]
- 3 يوليو – دوروثي هيد كنود لاعبة كرة مضرب من الولايات المتحدة.
- 10 يوليو – كيفن أوشي لاعب كرة سلة أمريكي.
- 12 يوليو – روجر سميث[48]
- 15 يوليو – فيليب كاري[49]
- 25 يوليو – جيري باريس ممثل ومخرج أمريكي.[50]
- 26 يوليو – جوزيف إنغيلبيرغر[51]
- 28 يوليو – باروخ بلومبرغ[52]
- 29 يوليو – أرني فيرين لاعب كرة سلة من الولايات المتحدة الأمريكية.
- 30 يوليو – والت بودكو

### أغسطس
- 9 أغسطس – ديفيد هوفمان[53]
- 12 أغسطس – دايل بمبرز سياسي أمريكي.[54]
- 15 أغسطس – مايك كونرز ممثل أمريكي.[55]
- 28 أغسطس – دونالد أوكونور[56]
- 29 أغسطس – ديك كوزاك ممثل أمريكي.[57]

### سبتمبر
- 1 سبتمبر – روي ج. غلاوبر[58]
- 3 سبتمبر – آن جاكسون ممثلة أمريكية.[59]
- 3 سبتمبر – هانك تومبسون[60]
- 15 سبتمبر – وايتي كاشان لاعب كرة سلة أمريكي.
- 16 سبتمبر – بي بي كينغ[61]
- 17 سبتمبر – جون لست مجرم من الولايات المتحدة الأمريكية.[62]
- 18 سبتمبر – فكتور كلي رياضياتي أمريكي.
- 26 سبتمبر – مارتي روبينز
- 28 سبتمبر – سيمور كراي[63]
- 29 سبتمبر – ستيف فورست[64]
- 30 سبتمبر – ليو ألين ضابط من الولايات المتحدة الأمريكية.

### أكتوبر
- 3 أكتوبر – غور فيدال كاتب أمريكي.[65]
- 5 أكتوبر – جيمس داي ضابط من الولايات المتحدة الأمريكية.[66]
- 8 أكتوبر – إدوارد بارتلز لاعب كرة سلة أمريكي.
- 9 أكتوبر – روبرت فينش[67]
- 9 أكتوبر – رون ليفينغستون لاعب كرة سلة أمريكي.
- 13 أكتوبر – ليني بروس[68]
- 16 أكتوبر – دانييل جاكسون إيفانز سياسي أمريكي.[69]
- 20 أكتوبر – إد ميكان لاعب كرة سلة أمريكي.
- 20 أكتوبر – ثيودور هول فيزيائي من الولايات المتحدة الأمريكية.[70]
- 22 أكتوبر – سلاتر مارتن[71]
- 23 أكتوبر – جوني كارسون[72]
- 27 أكتوبر – وارن كريستوفر سياسي أمريكي.

### نوفمبر
- 4 نوفمبر – دوريس روبرتس ممثلة أمريكية.[73]
- 11 نوفمبر – جوناثان وينترز[74]
- 15 نوفمبر – هوارد بيكر سياسي أمريكي.[75]
- 17 نوفمبر – ديفيد هوجنيس
- 17 نوفمبر – روك هدسون ممثل أمريكي.[76]
- 20 نوفمبر – روبرت كينيدي[77]
- 20 نوفمبر – كاي بالارد[78]
- 30 نوفمبر – مارتن إي بروكس ممثل أمريكي.[79]
- 30 نوفمبر – وليام هنري غيتس الأب محامي من الولايات المتحدة الأمريكية.

### ديسمبر
- 1 ديسمبر – مارتن رودبل[80]
- 3 ديسمبر – فرلين هاسكي
- 7 ديسمبر – ماكس زاسلوفسكي[81]
- 8 ديسمبر – سامي ديفيس جونيور[82]
- 11 ديسمبر – بول غرينغارد[83]
- 15 ديسمبر – كيسي روجرز ممثلة أمريكية.[84]
- 23 ديسمبر – هاري غواردينو ممثل أمريكي.[85]

## وفيات

### يناير
- 31 يناير – جورج واشنطن كيبل (مواليد 1844) روائي أمريكي.[86]

### فبراير
- 18 فبراير – جايمس لين الين (مواليد 1849) روائي من الولايات المتحدة الأمريكية.[87]

### مارس
- 9 مارس – جورج فيلد (مواليد 1877) ممثل أمريكي.

### أبريل
- 2 أبريل – جوزيف ريا ريد (مواليد 1835) سياسي أمريكي.[88]
- 4 أبريل – جورج أتكينسون (مواليد 1845) سياسي أمريكي.[89]
- 7 أبريل – تاونزيند ستيث برانديجي (مواليد 1843) عالم نبات أمريكي.[90]

### مايو
- 15 مايو – نيلسون أبليتون مايلز (مواليد 1839) ضابط من الولايات المتحدة الأمريكية.[91]

### يونيو
- 1 يونيو – ادوارد واليس هوتش (مواليد 1849) سياسي أمريكي.
- 1 يونيو – توماس مارشال (مواليد 1854) سياسي أمريكي.[92]

### يوليو
- 26 يوليو – وليام جيننغز بريان (مواليد 1860) سياسي أمريكي.[93]

### أغسطس
- 7 أغسطس – جورج جراي (مواليد 1840) سياسي أمريكي.[94]
- 20 أغسطس – لياو تشونغكاي (مواليد 1877) سياسي صيني.

### نوفمبر
- 1 نوفمبر – ليستر كونيو (مواليد 1888) ممثل أمريكي.
- 12 نوفمبر – روبرت رين (مواليد 1873) لاعب كرة مضرب من الولايات المتحدة.[95]